# (29101) 1981 EZ20
A (29101) 1981 EZ20 a Naprendszer kisbolygóövében található aszteroida. Schelte J. Bus fedezte fel 1981. március 2-án.